# Швіндін Федір Гаврилович
Швіндін Федір Гаврилович (*17 лютого (2 березня) 1913, Джанкой — † квітень 1943 чи кінець березня 1944) — український письменник і поет радянських часів.
Народився в бідняцькій сім'ї, з малих років батракував, тяжко захворів в дитинстві, внаслідок цього лишився інвалідом. Після встановлення радянської влади родина переїздить на Сумщину — в село Андріївка Роменського району, однак приїхали без батька — помер в дорозі перед Ромоданом.
Заочно скінчив Харківський педтехнікум, вчителював у Андріївці. 1934 року рекомендований як здібний дописувач на роботу в багатотиражку Андріяшівської МТС «За заможних колгоспників». 1935 — в Липоводолинській районній газеті. Працював секретарем Липово—Долинського РК ЛКСМУ.
Зазнав і репресій, 1937 року розрахований з роботи й виключений з партії; вирішив покінчити з собою, але рана виявилася несмертельною. Незабаром обвинувачення зняті, відновлений у партії.
З 1938 — у редакції газети «Комсомолець України», в тому часі працював спільно з Андрієм Малишком, Олексою Ющенком і Степаном Крижанівським. Опубліковані його вірші, нариси, статті, гумористичні та сатиричні мініатюри, фейлетони — понад 60 (псевдонім Кіндрат Черевик). Обраний депутатом Київради.
В часі Другої світової війни залишився на окупованій нацистами території в Андріївці.
Займався підпільною діяльністю, писав листівки, був виданий колаборантом із своїх, після жорстких допитів у Ромнах вивезений з іншими до урвища і розстріляний. Залишений напризволяще, однак вижив. В кінці 1942 року арештований вдруге, загинув в Холмському концтаборі — в інших джерелах вказується Білостоцький.
Член Спілки письменників України — посмертно. В Київському будинку літераторів є мармурова дошка з висіченим його іменем.
В його передвоєнних віршах зображаються радощі простого життя, кохання, мрії — впереміжку з передчуттями майбутньої війни. Писав вірші і в часі війни.
Літературознавчі дослідження по його творчості провадив проводив Кириченко Федір Трифонович.
1957 року видано поетичну збірку «Грозова юність», видавництво ЦК ЛКСМУ «Молодь», в колективному збірнику «Пісня мужніх», 1965 — «Пісня полеглих в строю», «Вінок слави».